# 摩诃罗阇

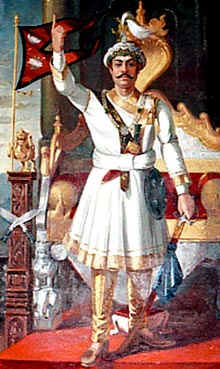
尼泊尔王国缔造者玛哈拉贾·普利特维·纳拉扬·沙阿

摩訶羅闍（羅馬化：Mahā-Rāja），又譯瑪哈拉賈（英語：Maharaja）或穆落茶，是一个梵语头衔，意为“伟大的统治者”、“伟大的君主”或者“高級王”，同时也是包括室利笈多、锡克帝国兰季德·辛格以及英屬印度時期諸土邦王公在内的帝王头衔。該詞由兩個梵文詞匯構成，「摩訶」是「大」，「羅闍」是一個的君主頭銜。中文有時候將其意譯為大君。
与“瑪哈拉賈”对应的女性头衔“摩訶拉尼”（Maharani，也写作）等，表明该人要么是摩訶拉者的妻子（大君后），要么是一位女性统治者（女大君）。為摩訶拉者守寡的正妻则被称为拉者瑪塔（Rajmata），意為太后。
瑪哈拉賈·庫瑪（Maharaj(a) Kumar）指瑪哈拉賈之子，瑪哈拉賈·庫瑪麗（Maharaj Kumari）指大君之女。  
曾经的尼泊尔国王和现在的泰国国王头衔中均使用“瑪哈拉賈”。